# Федосий Шчус
Феодосий (Федос) Юстинович Шчус е украински командир на бунтовнически отряд, след това един от командирите в Революционната въстаническа армия на махновци, началник на кавалерията, „дясна ръка“ на Нестор Махно.

## Филмови превъплъщения
- Голямата малка война (1980) – Виктор Косих;[2]
- Деветте живота на Нестор Махно (2007) – Даниил Белих;
- Бендер: Златото на империята (2021) – Максим Ханжов.[3]